# Mary Carter Reitano
Mary Carter Reitano (29 de novembre de 1934) és una tennista australiana retirada.
En el seu palmarès destaquen dos títols de Grand Slam individuals i un més en dobles femenins. Tots tres títols són de l'Australian Championships els anys 1956, 1959 i 1961. També fou finalista en dobles femenins en diverses ocasions i finalista en dobles mixts en una edició. Després de la seva retirada fou entrenadora professional a partir de 1962.
Filla de Harry Reitano, té dues germanes anomenades Frances i Anne. El febrer de 1958 es va casar amb Sydney Reitano a Coogee.
L'any 2021 va entrar a l'Australian Tennis Hall of Fame pels èxits obtinguts els anys 1950.

## Torneigs de Grand Slam

### Individual: 2 (2−0)
| Resultat   | Núm. | Any  | Torneig                      | Oponent         | Marcador      |
| ---------- | ---- | ---- | ---------------------------- | --------------- | ------------- |
| Guanyadora | 1.   | 1956 | Australian Championships     | Thelma Long     | 3−6, 6−2, 9−7 |
| Guanyadora | 2.   | 1959 | Australian Championships (2) | Renée Schuurman | 6−2, 6−3      |

### Dobles femenins: 4 (1−3)
| Resultat   | Núm. | Any  | Torneig                      | Parella          | Oponents                            | Marcador      |
| ---------- | ---- | ---- | ---------------------------- | ---------------- | ----------------------------------- | ------------- |
| Finalista  | 1.   | 1956 | Australian Championships     | Beryl Penrose    | Mary Bevis Hawton Thelma Coyne Long | 2−6, 7−5, 7−9 |
| Finalista  | 2.   | 1959 | Australian Championships (2) | Lorraine Coghlan | Renée Schuurman Sandra Reynolds     | 5−7, 4−6      |
| Guanyadora | 1.   | 1961 | Australian Championships     | Margaret Smith   | Mary Bevis Hawton Jan Lehane        | 6−4, 3−6, 7−5 |
| Finalista  | 3.   | 1962 | Australian Championships (3) | Darlene Hard     | Margaret Smith Robyn Ebbern         | 4−6, 4−6      |

### Dobles mixts: 2 (0−2)
| Resultat  | Núm. | Any  | Torneig                      | Parella     | Oponents                  | Marcador |
| --------- | ---- | ---- | ---------------------------- | ----------- | ------------------------- | -------- |
| Finalista | 1.   | 1960 | Australian Championships     | Bob Mark    | Jan Lehane Trevor Fancutt | 2−6, 5−7 |
| Finalista | 2.   | 1961 | Australian Championships (2) | John Pearce | Jan Lehane Bob Hewitt     | 7−9, 2−6 |

## Trajectòria

### Individual
| Australian Championships                                                                                                   | SF | SF | G | QF | SF | G  | SF | SF | SF | 2 / 9 |
| Internationaux de France                                                                                                   | A  | 1R | A | A  | 1R | QF | A  | 4R | A  | 0 / 4 |
| Wimbledon | A  | 4R | A | A  | 1R | 3R | A  | 2R | A  | 0 / 4 |
| US Championships | A  | A  | A | A  | A  | A  | A  | A  | A  | 0 / 0 |
| Llegenda: G: Guanyadora; F: Finalista; SF: Semifinalista; QF: Quarts de final; Q: Qualificació; A: Absent; RR: Round Robin |    |    |   |    |    |    |    |    |    |       |

### Dobles femenins
| Australian Championships                                                                                                   | SF | QF | SF | F | SF | SF | F  | SF | G  | F | 1 / 10 |
| Internationaux de France                                                                                                   | A  | A  | SF | A | A  | A  | SF | A  | 3R | A | 0 / 3  |
| Wimbledon | A  | A  | 3R | A | A  | A  | 2R | A  | 2R | A | 0 / 3  |
| US Championships | A  | A  | A  | A | A  | A  | A  | A  | A  | A | 0 / 0  |
| Llegenda: G: Guanyadora; F: Finalista; SF: Semifinalista; QF: Quarts de final; Q: Qualificació; A: Absent; RR: Round Robin |    |    |    |   |    |    |    |    |    |   |        |

### Dobles mixts
| Australian Championships                                                                                                   | 2R | A  | 2R | QF | SF | A  | F | F  | 0 / 6 |
| Internationaux de France                                                                                                   | A  | SF | A  | A  | 2R | 1R | A | 3R | 0 / 4 |
| Wimbledon | A  | A  | A  | A  | A  | A  | A | 1R | 0 / 1 |
| US Championships | A  | A  | A  | A  | A  | A  | A | A  | 0 / 0 |
| Llegenda: G: Guanyadora; F: Finalista; SF: Semifinalista; QF: Quarts de final; Q: Qualificació; A: Absent; RR: Round Robin |    |    |    |    |    |    |   |    |       |